# Однородительская дисомия
Однородительская дисомия — это явление, которое происходит, когда человек получает две копии хромосомы или части хромосомы от одного родителя и ни одной копии от другого родителя. Однородительская дисомия (ОД) может быть результатом гетеродисомии, при которой пара неидентичных хромосом наследуется от одного родителя (ошибка мейоза I более ранней стадии), или изодисомии, при которой дублируется одна хромосома от одного родителя (ошибка мейоза II более поздней стадии). Однородительская дисомия может иметь клиническое значение по нескольким причинам. Например, изодисомия или гетеродисомия могут нарушить специфичный для родителей геномный импринтинг, что приведет к нарушениям импринтинга. Кроме того, изодисомия приводит к большим блокам гомозиготности, что может привести к обнаружению рецессивных генов, аналогичное явление наблюдается у инбредных детей единокровных партнёров.
Было обнаружено, что ОД встречается примерно в 1 из 2000 родов.

## Патофизиология
ОД может произойти как случайное событие во время формирования яйцеклеток или сперматозоидов или может произойти в раннем развитии плода. Это также может произойти во время трисомного спасения.
- Когда ребенок получает две (разные) гомологичные хромосомы (унаследованные от обоих бабушек и дедушек) от одного родителя, это называется гетеродисомным ОД. Гетеродисомия (гетерозиготность) указывает на ошибку мейоза I, если рассматриваемые локусы генов не пересекались[5].
- Когда ребенок получает две (идентичные) копии реплики одного гомолога хромосомы, это называется изодисомным ОД. Изодисомия (гомозиготная) указывает либо на мейоз II (если рассматриваемые локусы генов не пересекались[5]), либо на постзиготную хромосомную дупликацию.
- Ошибка мейоза I может привести к изодисомному ОД, если соответствующие локусы генов пересеклись, например, дистальная изодисомия была бы вызвана дублированием локусов генов от бабушки по материнской линии, которая пересеклась, и из-за ошибки во время мейоза I оказалась в одной и той же гамете[5].
- Ошибка мейоза II может привести к гетеродисомии UPD, если локусы генов пересекаются аналогичным образом[5].

## Фенотип
Большинство случаев ОД не приводят к фенотипическим аномалиям. Однако, если событие, вызывающее ЛД, произошло во время мейоза II, генотип может включать идентичные копии однополой хромосомы (изодисомия), что приводит к проявлению редких рецессивных расстройств. ОД следует заподозрить у человека, проявляющего рецессивное расстройство, носителем которого является только один родитель.
Однородительское наследование импринтированных генов также может привести к фенотипическим аномалиям. Хотя было идентифицировано несколько импринтированных генов, однородительское наследование импринтированного гена может привести к потере функции гена, что может привести к задержке развития, умственной отсталости или другим медицинским проблемам.
- Наиболее известные состояния включают синдром Прадера-Вилли и синдром Ангельмана. Оба этих расстройства могут быть вызваны ОД или другими ошибками в импринтинге, включающими гены на длинном плече хромосомы 15[6].
- Другие состояния, такие как синдром Беквита-Видемана, связаны с аномалиями импринтированных генов на коротком плече хромосомы 11.
- Известно также, что хромосома 14 вызывает определенные симптомы, такие как аномалии скелета, умственная отсталость и контрактуры суставов[7][8].
- ОД редко изучалась перспективно, и в большинстве отчетов основное внимание уделялось либо известным условиям, либо случайным результатам. Было высказано предположение, что заболеваемость может быть не такой низкой, как считалось, скорее, она может быть занижена[9].

## Все хромосомы
Иногда все хромосомы наследуются от одного родителя. В результате могут быть выражены рецессивные черты.

## История
Первый клинический случай UPD был зарегистрирован в 1988 году и включал девочку с муковисцидозом и низким ростом, которая носила две копии материнской хромосомы 7. С 1991 года из 47 возможных дисомий 29 были выявлены среди лиц, выявленных по медицинским показаниям. Это включает хромосомы 2, 5-11, 13-16, 21 и 22.